# Округ Бристол (Масачусетс)
Округ Бристол (енгл. Bristol County) је округ у америчкој савезној држави Масачусетс.

## Демографија
По попису из 2010. године број становника је 548.285, што је 13.607 (2,5%) становника више него 2000. године.
| Група             | 2000.           | 2010.           |
| Белци             | 477.938 (89,4%) | 469.344 (85,6%) |
| Афроамериканци    | 10.856 (2,0%)   | 17.832 (3,3%)   |
| Азијати           | 6.728 (1,3%)    | 10.242 (1,9%)   |
| Хиспаноамериканци | 19.242 (3,6%)   | 33.020 (6,0%)   |
| Укупно            | 534.678         | 548.285         |